# Christien Kok
Christien Kok (Den Haag, 1 september 1949) is een Nederlands schrijfster.

## Biografie
Tussen 1991 en 1993 was zij redacteur van het literair tijdschrift De Revisor. Haar boeken worden uitgegeven door Querido.